# Droppdräll
Droppdräll är en vävteknik, en drällvariant där mönstret bildas av trådar som ligger löst inom små rutor och där flotteringarna bildar "droppar" – upphöjningar – på en tuskaftsbotten.
Vävtekniken har rötter i medeltiden och är besläktad med stramalj, myggtjäll och språngdräll, men är tätare än stramalj.